# Cheiridium insulare
Cheiridium insulare es una especie de arácnido del orden Pseudoscorpionida de la familia Cheiridiidae.

## Distribución geográfica
Se encuentra en Guadalupe (Francia).